# Marina del Rey (Kalifornija)
Marina del Rey je naseljeno područje za statističke svrhe u američkoj saveznoj državi Kalifornija. Prema popisu stanovništva iz 2010. u njemu je živjelo 8.866 stanovnika.